# لورس
اللُّورِس هو الاسم الشائع للثدييات المنثنية المنخرين من فُصَيلة اللورسات (الاسم العلمي: Lorinae، تُكتب أحيانًا Lorisinae) التي تتبع فَصيلة اللوريسيات. اللورس (الاسم العلمي: Loris) هو أحد أجناس هذه الفُصَيلة ويتضمن اللورسات النحيلة، Nycticebus هو الجنس الذي يحتوي على اللوريسات البطيئة، و Xanthonycticebus هو اسم جنس اللورسات البطيئة القزمة.